# Neoleptoneta bonita
Neoleptoneta bonita là một loài nhện trong họ Leptonetidae.
Loài này thuộc chi Neoleptoneta. Neoleptoneta bonita được Willis J. Gertsch miêu tả năm 1974.